# Târsa (okręg Alba)
Târsa – wieś w Rumunii, w okręgu Alba, w gminie Avram Iancu. W 2011 roku liczyła 353 mieszkańców.